# Boris Akunin
Boris Akunin (ryska: Борис Акунин), pseudonym för Grigorij Sjalvovitj Tjchartisjvili (ryska: Григорий Шалвович Чхартишвили; georgiska: გრიგორი შალვას ძე ჩხარ ტიშვილი
 Grigori Sjalvas dze Tjchartisjvili), född 20 maj 1956 i Zestaponi, Georgien, är en ryskspråkig författare, litteraturvetare och historiker med Japan som specialitet samt översättare.
"Akunin" är ett japanskt ord för skurkaktig karaktär eller "den elaka sidan". Pseudonym "B. Akunin" är också en anspelning på den berömda ryska anarkisten Michail Bakunin. 

## Biografi
Akunins föräldrar var arméofficer respektive lärarinna. Familjen lämnade Georgien medan Akunin var liten och via Kazakstan flyttade de 1958 till Moskva. Vid det Statliga Universitetet studerade han historia och japansk litteratur. Under 15 år arbetade han som redaktör för den prestigefyllda tidskriften för utländsk litteratur, Inostrannaja literatura. Akunin sammanställde vetenskapliga artiklar och översatte japanska romaner till ryska.
Han debuterade 1998 med detektivromanen Vinterdrottningen (originaltitel Azazel) och introducerar där detektiven Erast Fandorin. Fandorin är en statstjänsteman vid polisen i Moskva i tiden då tsaren Alexander III är regent i Ryssland, det vill säga i slutet 1800-talet. Han börjar som kollegieregistrator men avancerar redan i första boken. Romanfiguren Fandorin är en blandning av engelsk gentleman och rysk intellektuell kryddad med japansk samuraj.
Akunin var under många år en av Rysslands mest lästa författare. Han har gjort sig känd som en skarp kritiker av president Vladimir Putin, och gick i exil efter annekteringen av Krim 2014 och har sedan dess varit bosatt i Storbritannien. Ryska myndigheter har därefter fört upp honom på en lista för personer som de anklagar för terrorism och extremism, vilket medfört att hans böcker plockats bort från bokhandlarnas hyllor. I januari 2024 meddelade det ryska justitieministeriet att de klassar Akunin som "utländsk agent". Han anklagas för att ha motsatt sig den ryska invasionen i Ukraina, för att ha spridit falsk information om Ryssland och för att ha hjälpt till att samla in pengar till Ukrainas militär. 2025 dömdes han i sin frånvaro till 14 års fängelse för sitt stöd till Ukraina i kriget.